# 다니엘 발렌주에라
다니엘 발렌주에라(Daniel Valenzuela, 1956년 5월 5일 ~ )는 아르헨티나의 배우, 각본가, 텔레비전 배우이다.
포사다스에서 태어났다.

## 영화
- 아이엠 길다 (더 라틴 뮤직 세인트) (2016년)
- 콘트라상그레 (2015년)
- 터널 오브 본즈 (2011년)
- 오릴라스 (2010년)
- 노 리턴 (2010년) - 카멜로 역
- 라 리온 (2007년)
- 온 프러베이션 (2005년)
- 더 보텀 오브 더 씨 (2003년)
- 붉은 곰 (2002년)
- 비밀 경찰(영어판) (2002년)
- 늪 (2001년)
- 번트 머니 (2000년)
- 크레인 월드 (1999년) - 토레스 역